# Eccidio dei Martiri Atellani
L'eccidio dei Martiri Atellani è stata l'esecuzione di circa 25 persone originarie di Orta di Atella durante l'occupazione Nazista del 1943.

## Contesto storico
Durante l'occupazione Nazista l'attuale Orta di Atella faceva parte del comune di Atella di Napoli.
Il 30 settembre 1943 nelle prime ore del mattino, un giovane soldato tedesco viaggiava a bordo di un'automobile in compagnia di una ragazza italiana, figlia del direttore, di origine milanese, del Linificio e Canapificio Nazionale di Frattamaggiore. I due trovarono la via che congiunge l'attuale ospedale San Giovanni di Dio con la chiesa di San Maurizio, occupata da un gruppo di partigiani di Frattaminore. Temendo di essere catturati, riuscirono a fermarsi tanto lontano da loro quanto bastò per abbandonare la vettura e fuggire a piedi a Frattamaggiore.
La macchina, fu portata imprudentemente a Orta e parcheggiata nello spazio fra la sede dell'attuale Circolo Mario Greco e la stazione dei carabinieri in piazza Principessa di Belmonte. Alcune ore dopo, dell'auto non esisteva quasi più nulla e fu fatta razzia delle parti. Questo episodio avvenne verso le ore 8 del mattino. Intanto arrivavano notizie della rivolta di Napoli che suscitarono un clima di agitazione partigiana, che sembra aver avuto tutte le caratteristiche dell'improvvisazione e del dilettantismo. Qualche ora dopo, all'ingresso del paese, nacque un'animazione che somigliava ad una specie di guerriglia.
Dopo poco furono fermati e fatti scendere da un camion altri due giovani tedeschi, che rimasero nelle mani dei dimostranti ortesi alcune ore. Furono trattati in vario modo, secondo gli umori di quelli che si facevano avanti. Dopo che i militari tedeschi ebbero trascorso qualche ora nella "torre del Bruzzusiello", improvvisata come prigione, furono liberati, fu portato loro da mangiare e dati anche degli abiti borghesi, che avevano chiesto con una certa insistenza.
C'è chi pensa che i due non siano mai più ritornati al loro comando, ma che abbiano preso le vie della diserzione. Il camion di cui i due erano conducenti fu portato dalle parti della "Crocesanta", dove in pochissimo tempo fu svuotato di tutto ciò che conteneva: viveri e suppellettili varie. Altri due o tre camion tedeschi furono portati a Orta e rapidamente svuotati, in quelle ore di frenetico subbuglio e di esaltazione rivoltosa partigiana. La maggioranza della popolazione non approvava questo comportamento, era del parere che bisognasse starsene tranquilli, non molestare in alcun modo le truppe tedesche.
Verso il tardo pomeriggio fu vista arrivare in via Chiesa, proveniente dalla "Crocesanta" una campagnola con un rimorchio sul quale sedevano, l'uno di fronte all'altro, dodici soldati tedeschi armati con elmi, giberne, fucili, mitragliatori e bombe a mano. Al loro passaggio videro un uomo in strada, al quale il capo del veicolo fece un gesto con il palmo della mano per invitarlo ad attendere.
Un'altra pattuglia sbucò pochi minuti dopo dall'inizio di Corso Vittorio Emanuele, ugualmente armata. In poco meno di un quarto d'ora una cinquantina di soldati tedeschi cominciarono a girare per le vie del paese, armati e guardinghi, con gli sguardi presi dalla ferocia, perché convinti di trovarsi fra gente infida e nemica. Il paese doveva essere punito in maniera esemplare, per aver osato ostacolare la loro truppa, cominciarono ad entrare nelle prime case, forzando le porte, ed uscendone dopo qualche minuto spingendo innanzi a sé, con le armi spianate, gli uomini che vi trovavano.

## La cattura e l'esecuzione

### La cattura
Francesco Serra di quarantanove anni. recatosi a trovare, insieme con il cinquantottenne fratello Sossio, la sorella Concetta, vedova Migliaccio, vengono fermati sotto l'androne della congiunta. I due vengono spinti avanti, senza rendersi conto della cattura. Un bracciante, Massimo Sorvillo, di cinquantasette anni, fu catturato mentre tentava di capire cosa stesse succedendo in paese. I tedeschi bussarono anche al farmacista Alessandro Di Lorenzo, minacciando di abbattergli il portone se non fosse sceso, quindi, catturarono il dottor Alessandro, il cognato Salvatore Daniele di Pozzuoli con il giovane figlio Antonio, e il suo inquilino, l'ingegnere Guido De Sivo, nativo di Chieti. Un'altra pattuglia, comandata da un ufficiale, bussò al portone del Palazzo Greco, il portone non venne aperto subito, allora i soldati lanciarono una bomba contro una porta laterale. I soldati irruppero sparando con i mitragliatori e continuarono a lanciare bombe nel cortile, causando un incendio. Corrado Greco, fattosi animo, si fece avanti per chiedere ragioni di tanta furia. Ma al di là della diversità della lingua, i devastatori, come risposta, lo spinsero puntandogli contro i mitragliatori ancora caldi. Eduardo, il figlio maggiore dell'avvocato Mario, intuì che quei soldati volevano portar via suo padre, non lo rivedrà mai più.
La piazza era affollata di gente catturata nelle altre case per le vie: uomini di ogni età, ragazzi, donne, bambini. In mezzo alla folla si riconosce il signor Vincenzo Castellano, napoletano e marito della signora Ersilia Greco, che tiene stretta la mano del figlio diciottenne, Michele.
Padre Teofilo Tanzillo e il giovane signor Carlo Ruta riuscirono a rifugiarsi nelle celle del convento, insieme con i francescani P. Valerio Sgambati, P. Fedele D'Onofrio di Arpaia e Fra Carmine, originario di Gragnano, mentre Padre Fedele, che aveva settantuno anni, sì trovava in condizioni complesse al punto che i confratelli e gli amici non pensavano che potesse superare la crisi. Il povero francescano pregò Carlo di chiudere la finestra, Carlo avvicinandosi ad essa carponi per non farsi scorgere dai tedeschi, venne avvistato da uno di questi che si era affacciato al balcone del Palazzo Greco dirimpetto, alla vista ci fu uno sparo e ad averne la peggio fu proprio Padre Fedele. Qualche attimo prima, la gente in piazza, appena lo scorse, ne implorò la benedizione, chiamandolo a gran voce; il vecchio frate vide quella gran folla in preda allo spavento, accennò con la mano al santo gesto, si girò, ma una raffica, sparata dal balcone dei Greco lo colpì.
Salvatore Pezzella, contadino di ventotto anni, figlio di "Micciariello" è stato raggiunto da una raffica di mitra mentre cercava di scavalcare il muro di cinta di un giardino. Vincenzo Castellano stringeva il figlio a sé, aveva un portamento signorile anche in quell'ora tragica. Un ragazzo diciassettenne, Salvatore Di Letto, un operaio di Pozzuoli, Salvatore Daniele, marito di una donna ortese, Albina Di Lorenzo che aveva accanto a sé il figlio quindicenne Antonio, andarono insieme nel comune destino.
Si trovavano nel gruppo ortese anche Giovanni Zarrillo, giardiniere amato e conosciuto dall'intera comunità, Michele Ferrara, pirotecnico, marito di una florida donna toscana, Annita Parenti. Salvatore Romano, commerciante, due giovani sottufficiali d'aviazione, il primo nativo di Trieste, Aldo Lazzarino, l'altro nativo di Palermo, Vincenzo Cannella. Sono stati catturati nel giardino del Segretario Luigi Di Lorenzo, mentre cercavano di occultarsi dietro un muretto. C'erano anche l'affittuario sessantaduenne Arcangelo Chianese, l'operaio vetraio di Napoli, Vincenzo Ricci, un ragazzo di diciassette anni, Oreste, figlio di Francesco Pellino, e insieme con essi Salvatore Costantino.

### L'esecuzione
Il gruppo, giunto presso la vecchia casa del dottor Gennaro Silvestre, svoltò verso Caivano. A un centinaio di metri, sulla sinistra della strada, correva un vecchio muro di cinta trasversale, alto non più di tre metri, vennero disposti lungo di esso, vedendo i soldati posizionarsi davanti a loro e puntare le armi, pronti a sparare. Di quegli uomini nessuno più rimase in piedi, giacquero riversi a terra, ai piedi del muro, in pose contorte. Nei minuti dopo i tedeschi colpirono con un colpo uno ad uno i componenti di quel gruppo. Assicuratisi dell'immobilità dei trucidati, i tedeschi ripartirono.
Nelle campagne d'intorno alcuni contadini, che udirono le scariche rimasero per lungo tempo nascosti dietro una siepe aspettando il buio completo per muoversi. Uno dei caduti, Salvatore Costantino, riuscì ad evitare la morte gettandosi a terra alla prima scarica, che lo colpì soltanto al braccio. Il colpo di grazia riuscì ad evitarlo in quanto finì accanto alla testa, nella terra.

## Monumenti in memoria
Nell'attuale piazza Principessa di Belmonte è posta una lapide sulla quale sono incisi i nomi dei Martiri Atellani:
- Castellano Michele fu Vincenzo, Studente
- Castellano Vincenzo fu Zefferino, Impiegato
- Chianese Arcangelo fu Simeone, Affittuario
- Daniele Antonio di Salvatore, Studente
- Daniele Salvatore fu Pasquale, Operaio
- De Sivo Guido fu Gabriele, Ingegnere
- Di Letto Salvatore di Pasquale, Sarto
- Di Lorenzo Alessandro fu Ludovico, Farmacista
- D'Onofrio Gioacchino fu Luigi, Frate
- Ferrara Michele fu Raffaele, Pirotecnico
- Greco Corrado fu Eduardo, Impiegato
- Greco Mario fu Eduardo, Avvocato
- Guerra Raffaele fu Pasquale, Sottufficiale Esercito
- Lazzarini Aldo di Giovanni, Sottufficiale Esercito
- Organo Adelaide di N.N, Casalinga
- Pellino Oreste di Francesco, Studente
- Pezzella Salvatore di Simeone, Contadino
- Ricci Vincenzo fu Giuseppe, Vetraio
- Romano Salvatore fu Luigi, Commerciante
- Serra Francesco fu Luigi, Commerciante
- Serra Sossio fu Luigi, Commerciante
- Sorvillo Massimo fu Cristofaro, Operaio
- Spina Raffaele fu Vincenzo, Autista
- Zarrillo Giovanni fu Vincenzo, Giardiniere
- Cannella Vincenzo, Sottufficiale Aeronautica